# Ratsafari
Ratsafari es el segundo álbum del grupo sueco de heavy metal Mustasch. Fue publicado en 2003.

## Lista de canciones
1. "Stinger Citizen" - 3:12
2. "Black City" - 2:35
3. "Unsafe At Any Speed" - 4:34
4. "Ratsafari" - 4:21
5. "6:36" - 4:45
6. "Deadringer" - 3:20
7. "Fredrika" - 4:59
8. "Alpha Male" - 3:39
9. "Mareld" - 1:29
10. "Lone Song (Reclusión)" - 4:26
11. "Monday Warrior" - 4:53

- Datos: Q4345989